# Транссибірська магістраль
Транссибі́рська залізнична магістраль (Трансси́б), Великий Сибірський шлях (історична назва) — залізниця через Євразійський континент, що сполучає Європейську частину Росії, її найбільші промислові райони і Москву з її серединними (Сибір) і східними (Далекий Схід) районами. Транссиб є  найдовшою залізницею в світі (завдовжки 9 288,2 км). Найвища точка шляху — Яблоновий хребет (1 019 м над рівнем моря). У 2002 році завершена електрифікація залізниці. Власне Транссибом може називатися лише східна частина магістралі, від Челябінська (Південний Урал) до Владивостока. Її довжина — близько 7 тис. км. Саме ця ділянка була побудована у 1891—1916 роках.
Транссиб сполучає центр (Москву), міста Уралу, Сибіру й Тихий океан (Владивосток), а кажучи ширше — західні і південні порти (Санкт-Петербург, Калінінград, Новоросійськ) і столицю Росії, а також залізничні виходи до Європи, з одного боку, з портами і залізничними виходами в Азію (Владивосток, Находка, Ваніно, Забайкальськ) з іншого боку.

## Основні віхи будівництва

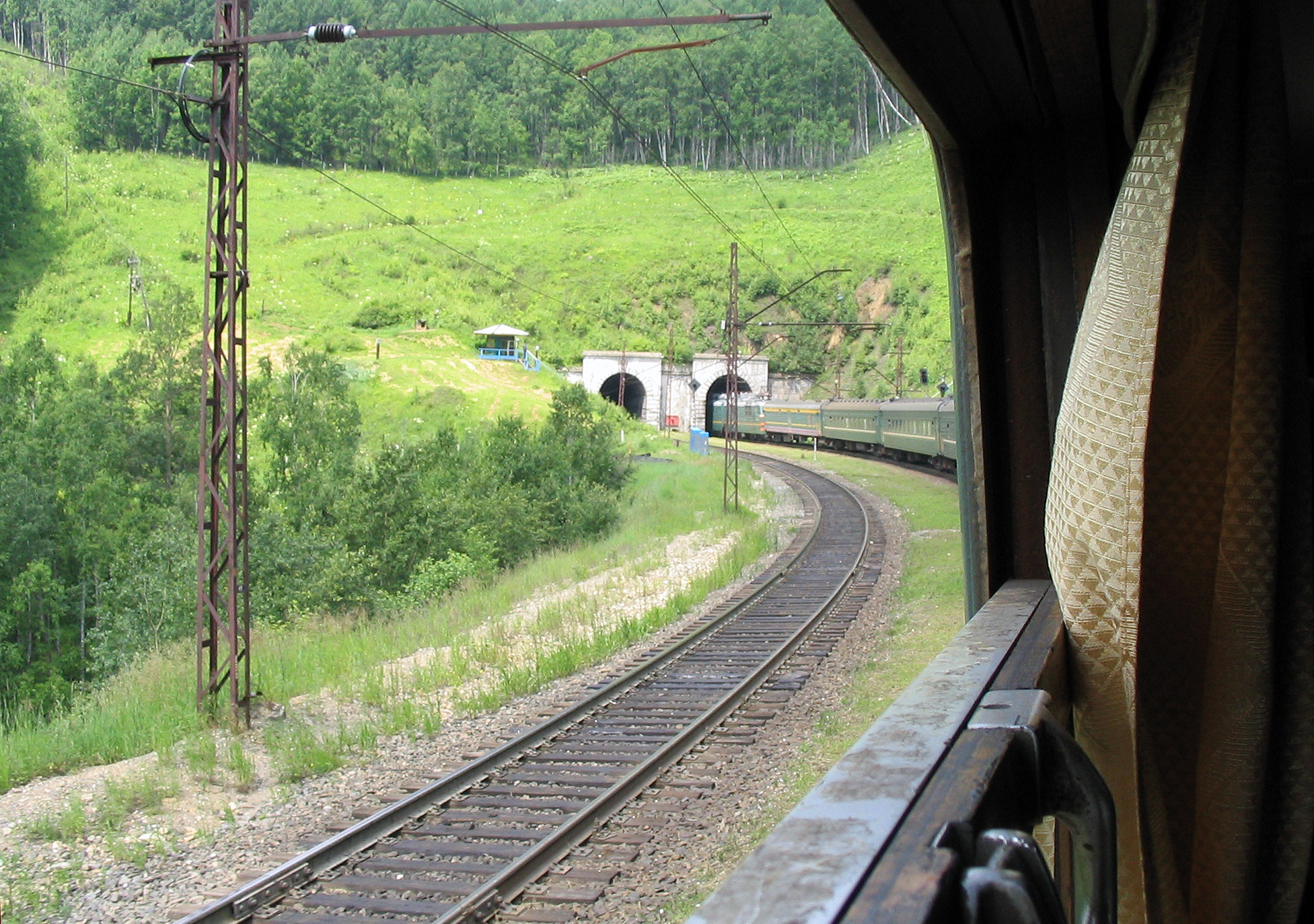
Залізничний тунель на Навколобайкальській залізниці на захід від Культюка

Офіційне будівництво розпочалося 19 (31 травня) 1891 року в районі поблизу Владивостока (Куперовська западина), на закладці був присутній цесаревич Микола Олександрович, майбутній імператор Микола ІІ. Фактично ж будівництво почалося раніше, на початку березня 1891 року, коли почалося будівництво дільниці Міас — Челябінськ. З'єднання рейок на всій протяжності Великого Сибірського шляху відбулося 21 жовтня (3 листопада) 1901 року, коли будівельники Китайсько-Східної залізниці, що прокладали залізницю із заходу та сходу, зустрілися один з одним, проте регулярного руху поїздів на всій протяжності магістралі на той час не існувало.
Регулярний рух поїздів між столицею імперії — Санкт-Петербургом і тихоокеанськими портами Росії — Владивостоком й Далянім залізницею було встановлено у липні 1903 року, коли Китайсько-Східна залізниця, що пролягає через Маньчжурію, була прийнята в  експлуатацію. Дата 1 (14 липня) 1903 року ознаменувала собою також становлення Великого Сибірського шляху до ладу на всій його протяжності, хоча на шляху був проміжок: через озеро Байкал доводилося переправляти поїзди на спеціальному залізничному поромі.

Вокзал станції Владивосток — кінцевий пункт Транссибу
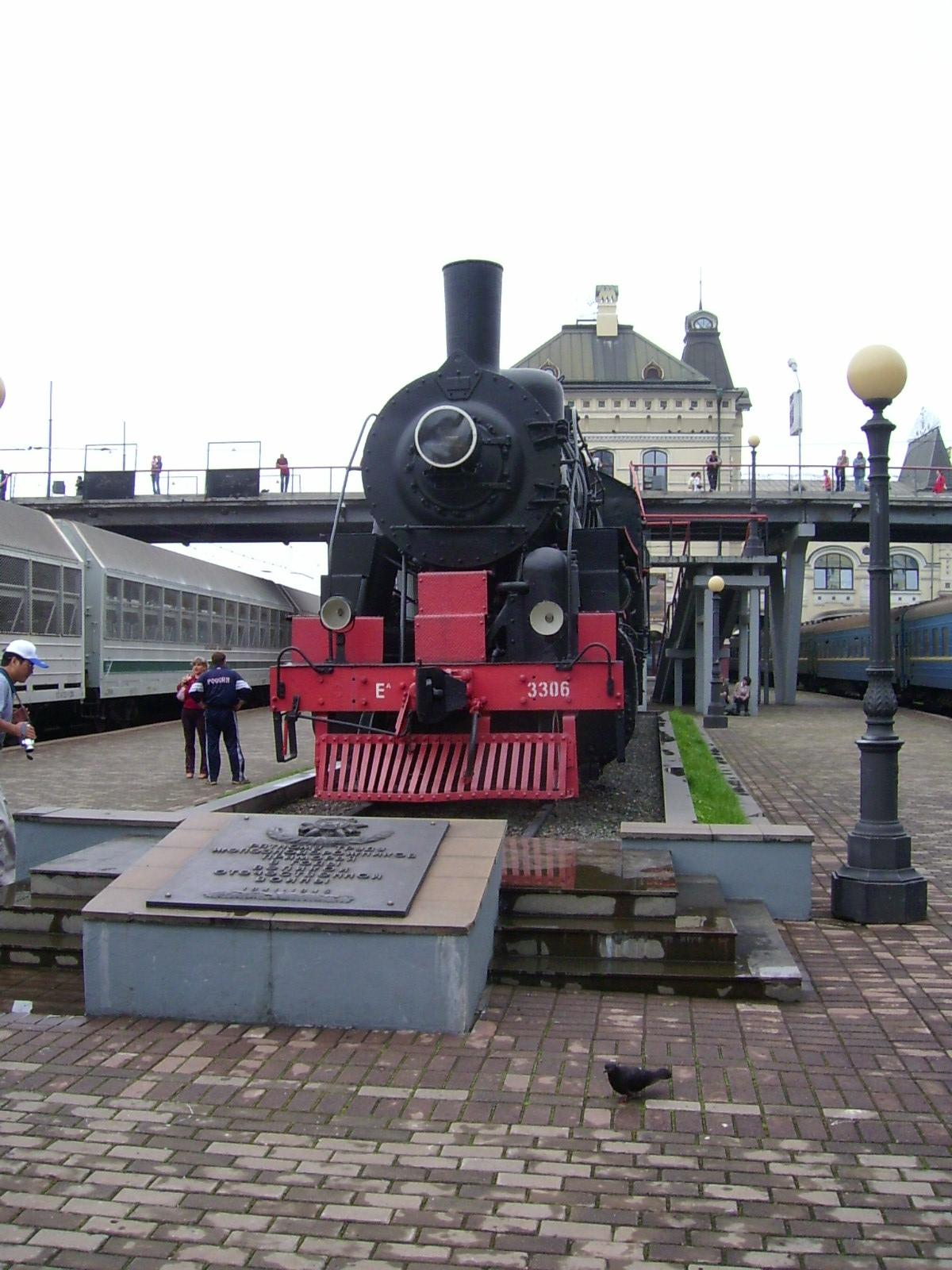
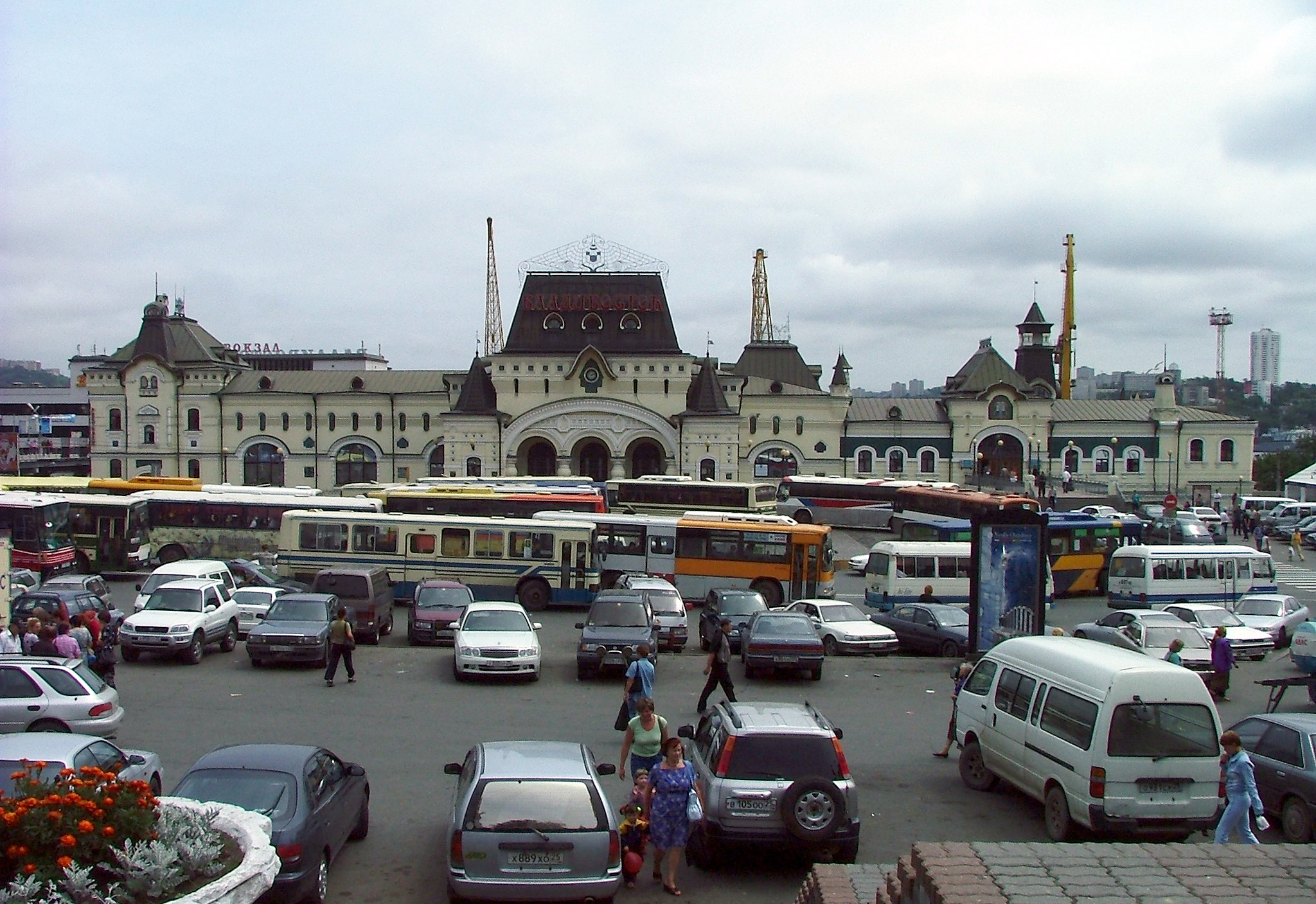

Безпересадкове сполучення між Санкт-Петербургом і Владивостоком відкрито після початку робочого руху по Навколобайкальській залізниці 18 вересня (1 жовтня) 1904 року, а за рік, 16 (29 жовтня) 1905 року, Навколобайкальська залізниця, як частина Великого Сибірського шляху, була прийнята в постійну експлуатацію, то ж регулярні пасажирські поїзди вперше в історії мали можливість прямувати лише по рейках, без використання поромних переправ, від берегів Атлантичного океану (із Західної Європи) до берегів Тихого океану (до Владивостока). Кінець будівництва на території російської імперії відбулося 5 (18 жовтня) 1916 року, із введенням в експлуатацію залізничного мосту через річку Амур поблизу Хабаровська і початком руху поїздів цим мостом. Вартість будівництва Транссибу із 1891 по 1913 роки склала 1 455 413 тисяч карбованців.

## Напрямки Транссибу
Північний
Москва — Ярославль — Кіров — Перм — Єкатеринбург — Тюмень — Омськ — Владивосток.
Новий
Москва — Нижній Новгород — Кіров — Перм — Єкатеринбург — Тюмень — Омськ — Владивосток.
Південний
Москва — Муром — Арзамас — Канаш — Казань — Єкатеринбург — Омськ — Владивосток.
Історичний
Москва — Рязань — Рузаєвка — Самара — Уфа — Челябінськ — Омськ — Владивосток.

## Межі із залізницями

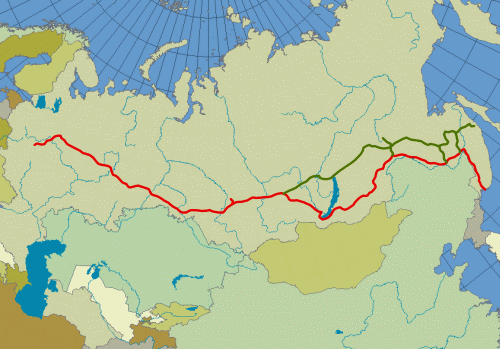
Мапа Транссибу (червоною смугою на мапі позначена Транссибірська магістраль, зеленою — Байкало-Амурська магістраль)

Територією Північного Казахстану проходить Середньосибірська залізниця. Кемеровську область з Алтайським краєм сполучає Західно-Сибірська залізниця, а з Барнаула на південь до Середньої Азії веде Півдсиб, далі переходить у Турксиб. Наприкінці XX століття на Далекому Сході північніше Транссибу прокладена Байкало-Амурська магістраль.

## Цікаві факти
- Хоча Владивосток є кінцевою станцією Транссибу, на гілці на Находку є найвіддаленіші від Москви станції — мис Астаф'єва й Східний порт.
- Транссибом до 2010 року курсував найдовшим у світі маршрутом поїзд № 53/54 сполученням Харків — Владивосток, що долав відстань 9 714 км за 174 години 10 хвилин. З 15 травня 2010 року поїзду скорочено маршрут руху до Уфи, проте зберігалося до 2011 року курсування вагонів безпересадкового сполучення. Найвіддаленішим у світі вагоном безпересадкового сполучення був купейний вагон Київ — Владивосток, відстань 10 259 км, час в дорозі складав 187 годин (або 7 діб 19 годин 50 хвилин). У 2010 році цей безпересадковий вагон був також скасовано, у 2011 році також було припинено курсування поїзду № 53/54 Харків — Уфа та вагонів безпересадкового сполучення Харків — Владивосток. В результаті нині  найдовший маршрут у світі належить поїзду Москва — Владивосток, протяжність рейсу 9 288 км.
- «Найшвидший» поїзд Транссибу № 1/2 «Росія» сполученням Москва — Владивосток. Він проходить Транссибом за 6 діб 2 години. Швидкий поїзд № 99/100 сполученням Москва — Владивосток долає цю ж відстань за 6 діб 19 годин.
- На Ярославському вокзалі Москви, а також у Владивостоці встановлені спеціальні кілометрові стовпи із зазначенням протяжності магістралі — «0 км» на одній грані та «9298 км» на іншій (причому у Владивостоці на знаку написано «9288», ця цифра є вірною).

## Галерея

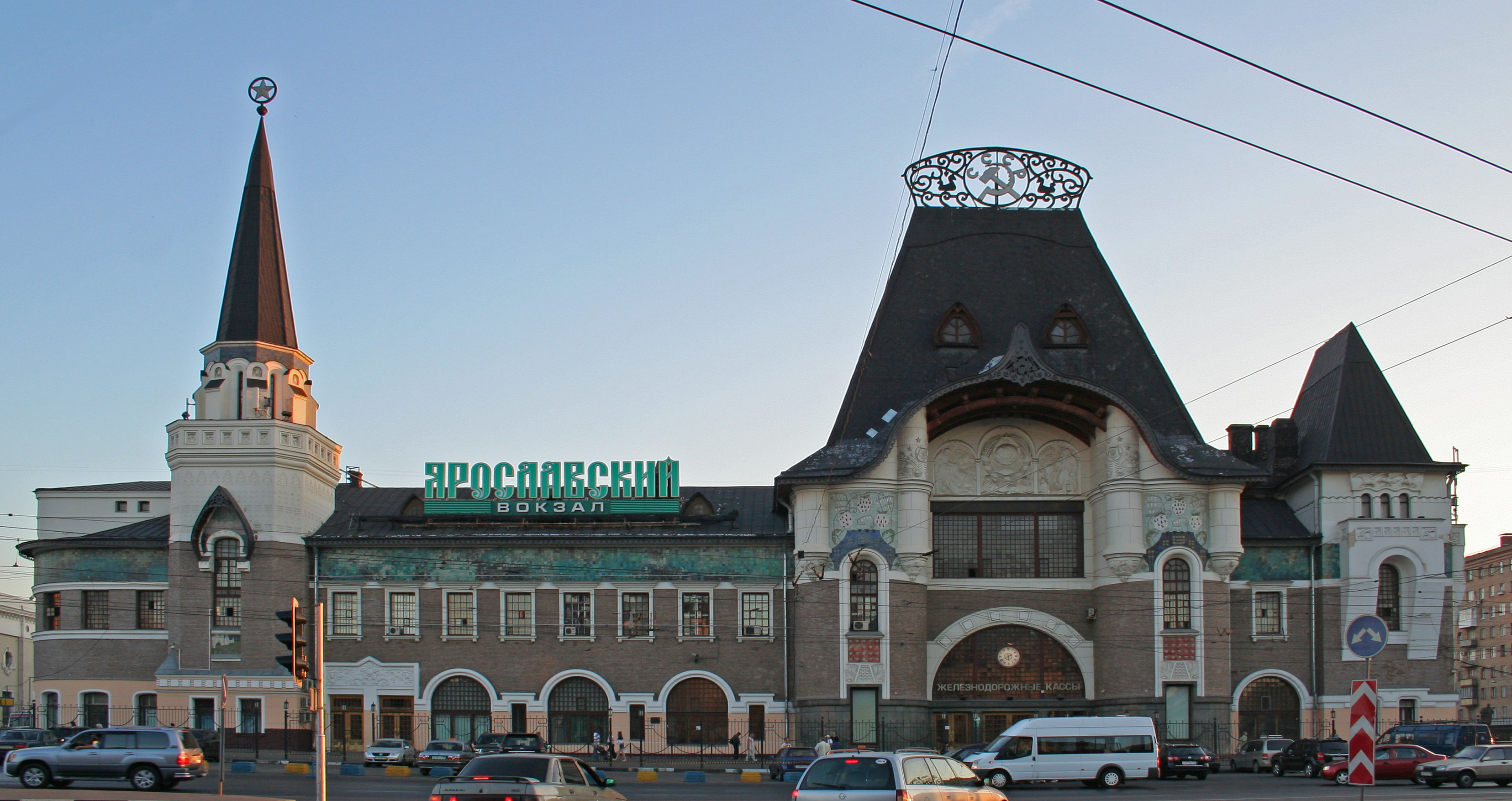
Ярославський вокзал — початковий пункт Транссибірської магістралі
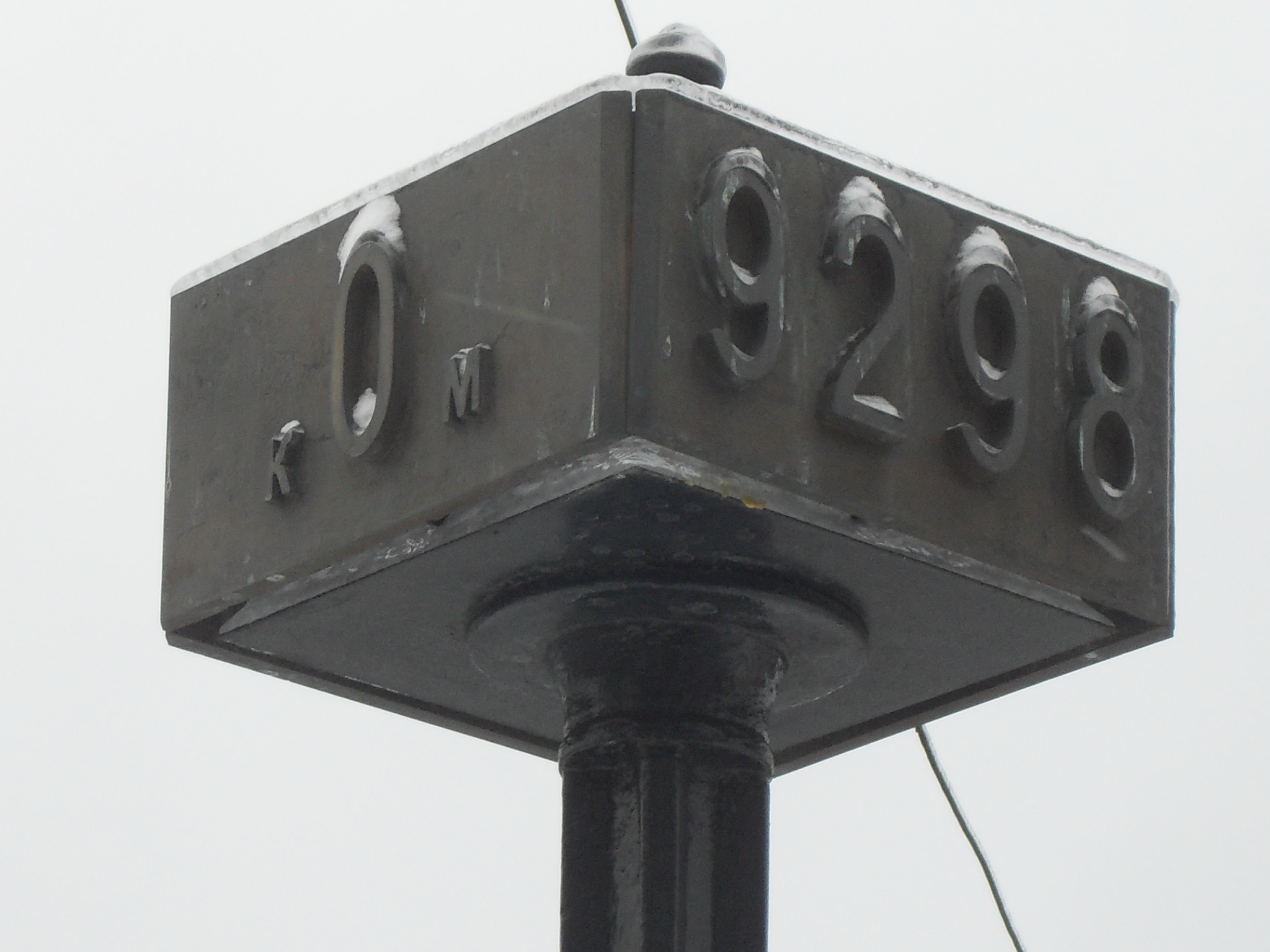
Кілометровий залізничний стовп з нульовою відміткою на Ярославському вокзалі Москви
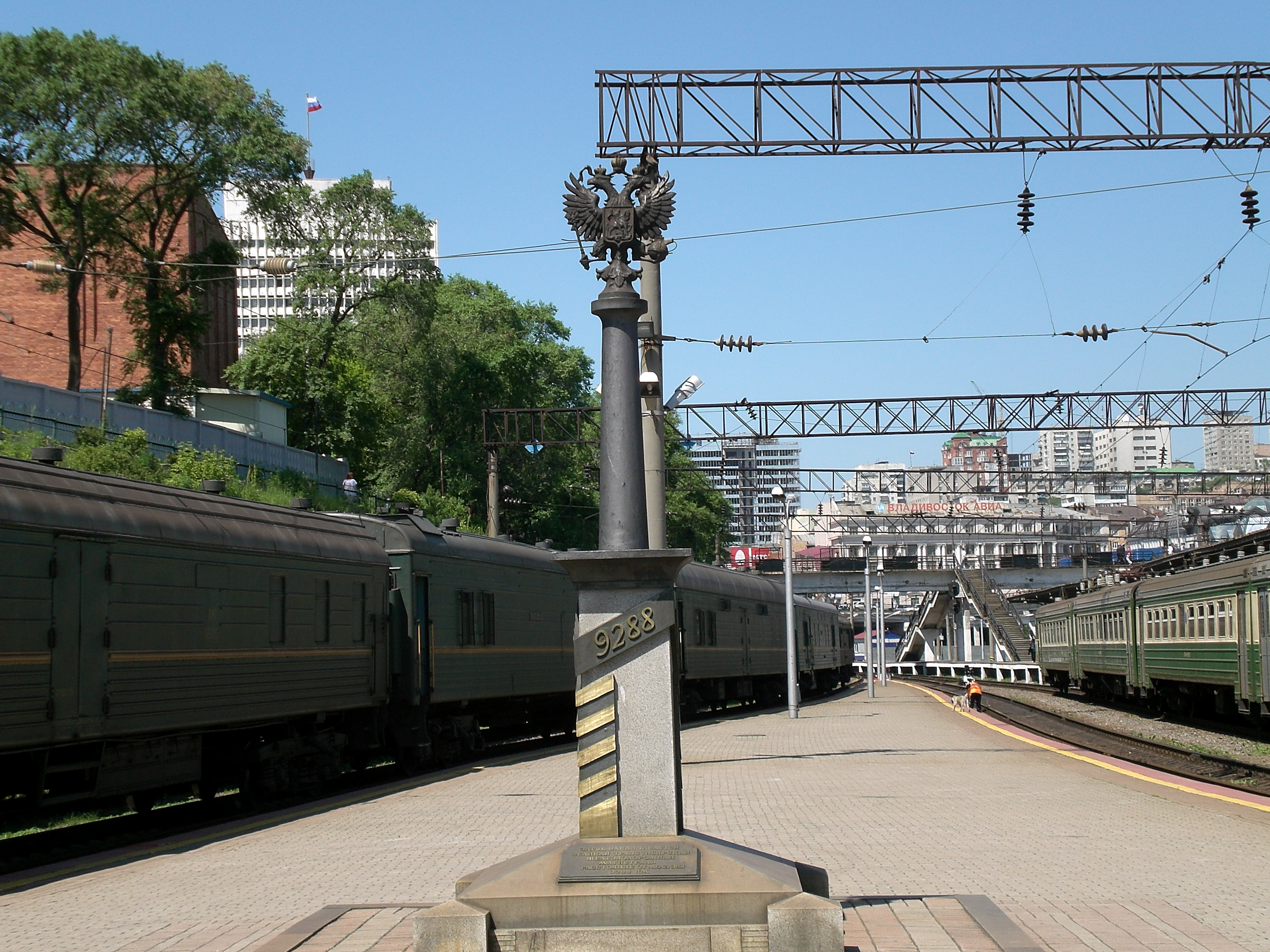
Кілометровий залізничний стовп з відміткою 9288 на залізничному вокзалі Владивостока
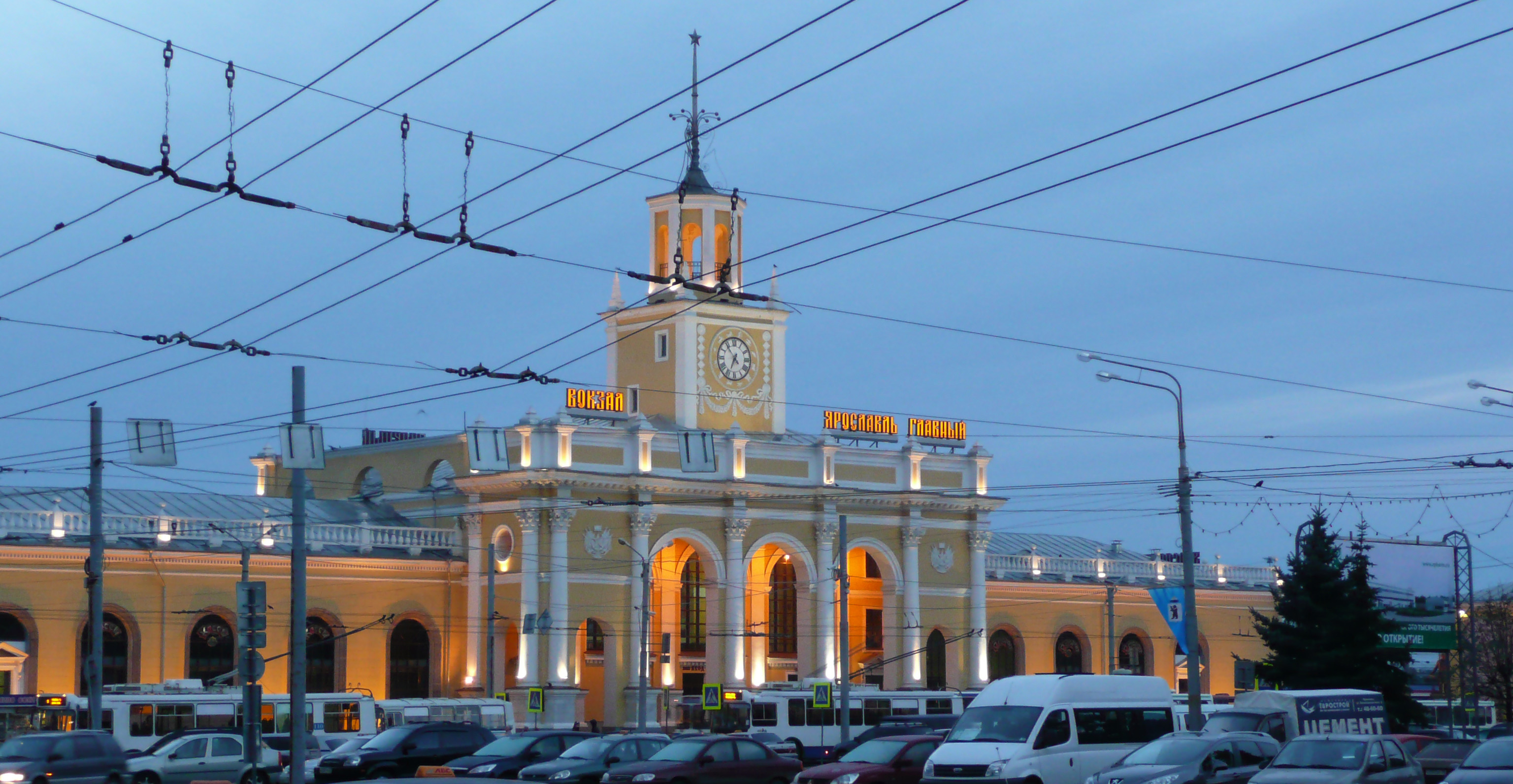
Вокзал Ярославль-Головний
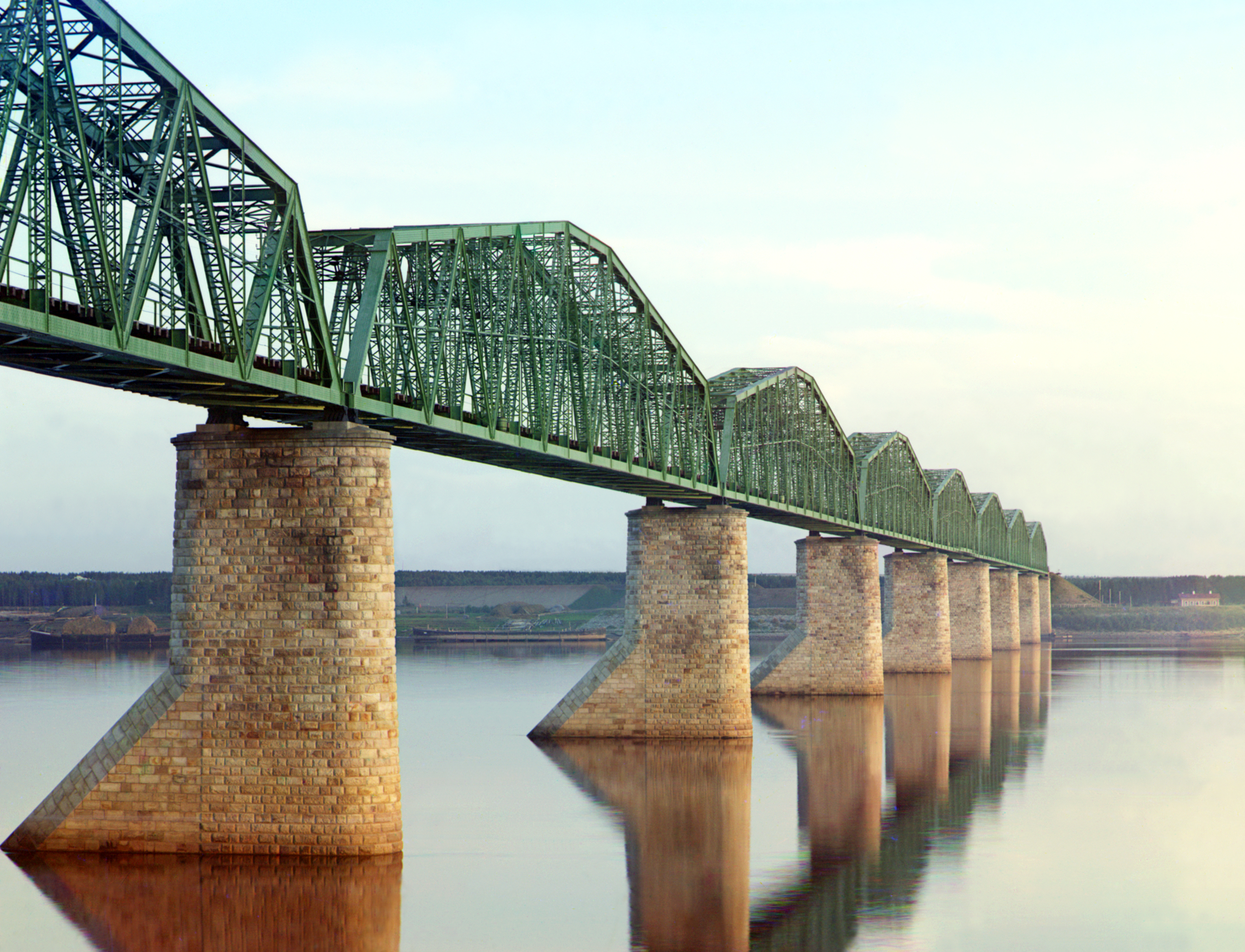
Залізничний міст через річку Кама біля Пермі на початку XX століття
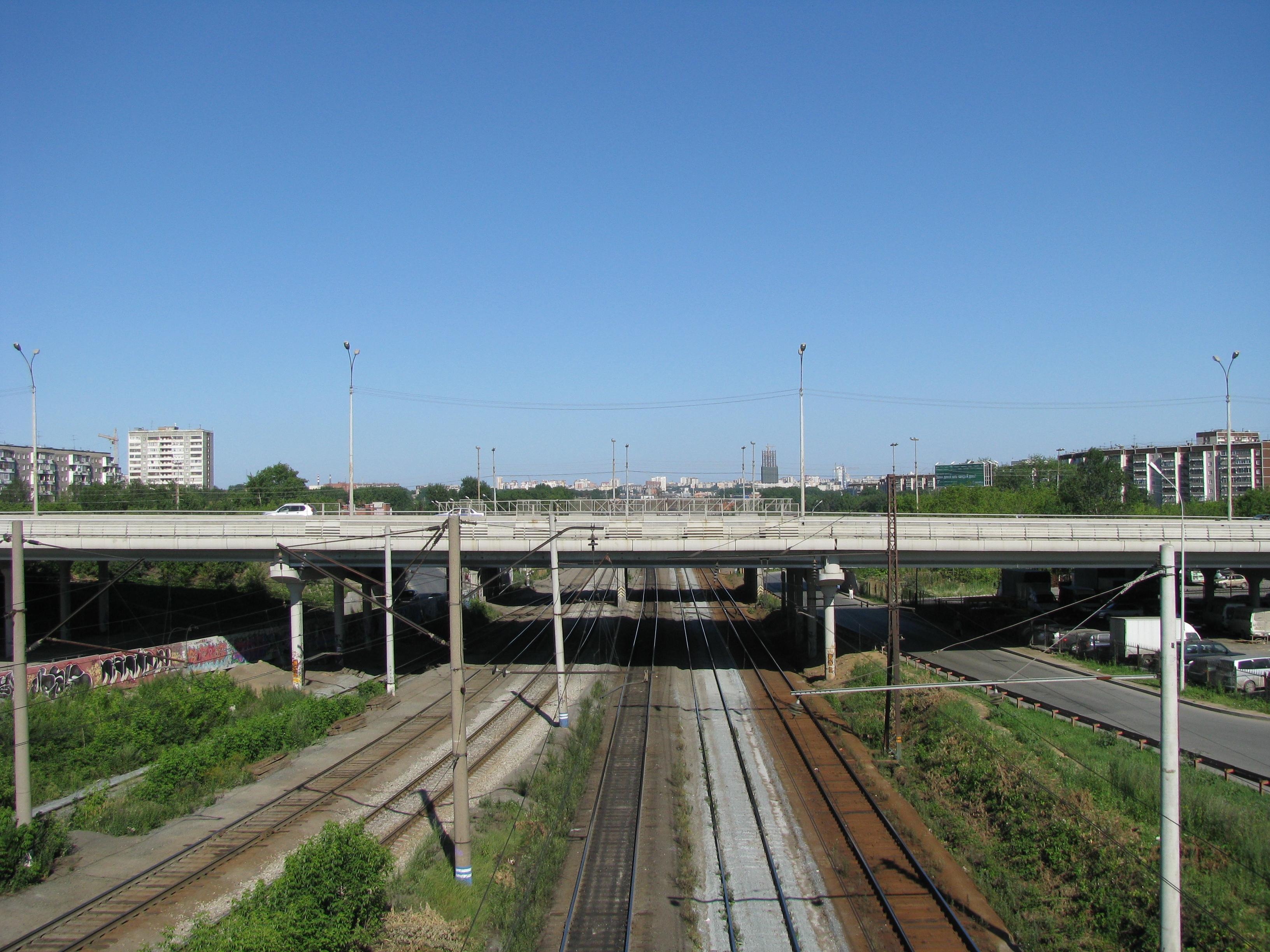
Транссиб в Єкатеринбурзі
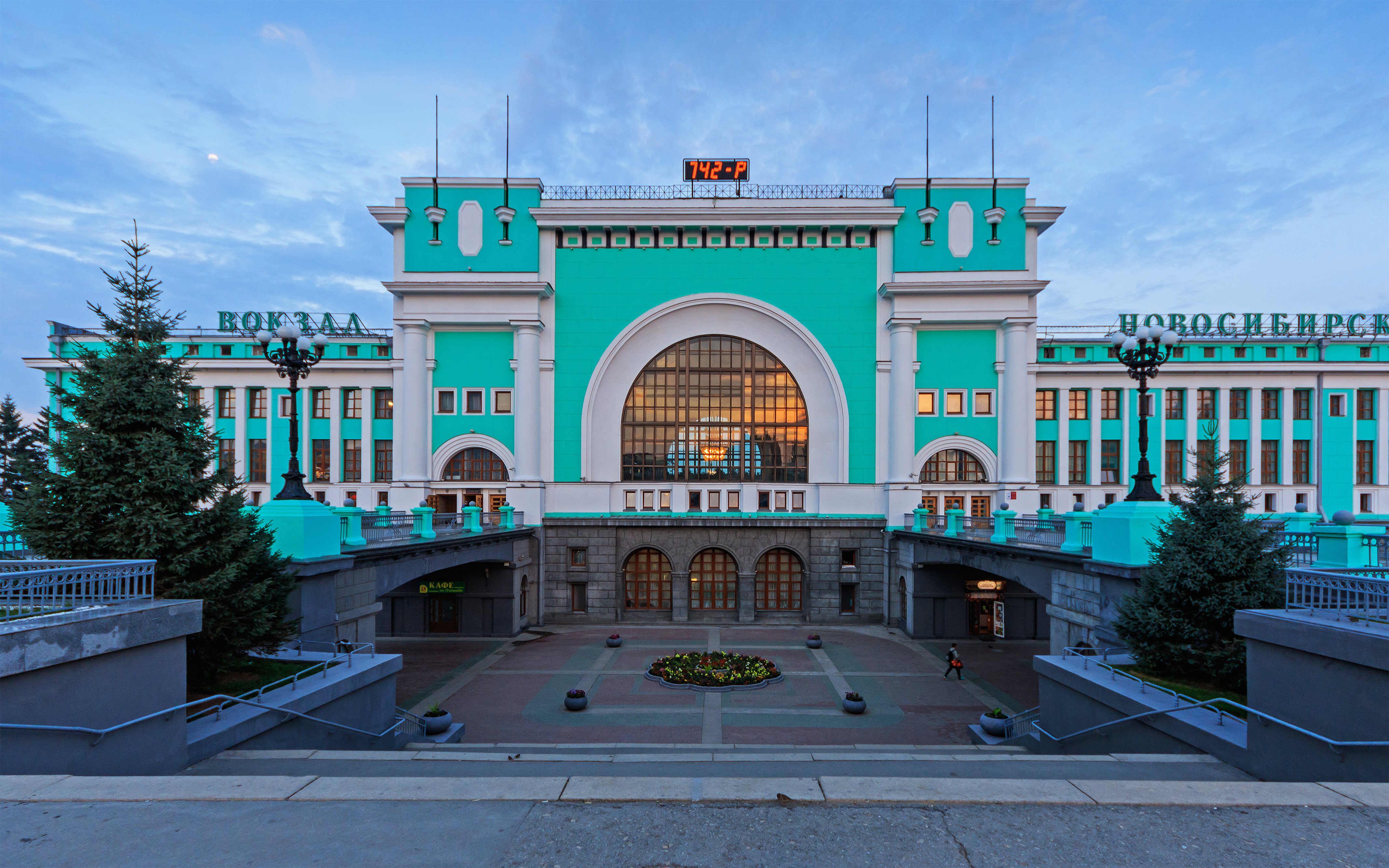
Вокзал Новосибірськ-Головний
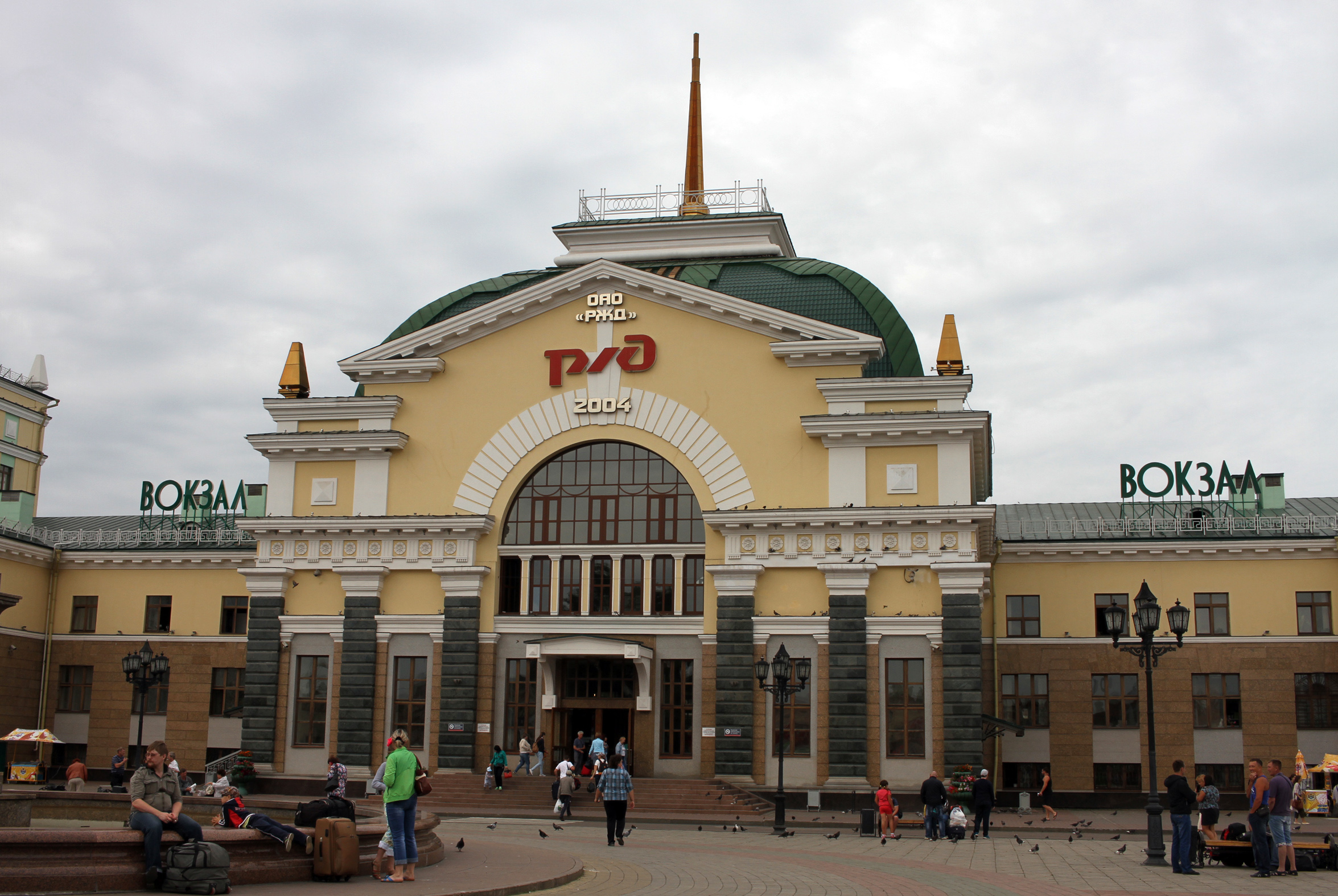
Вокзал у Красноярську
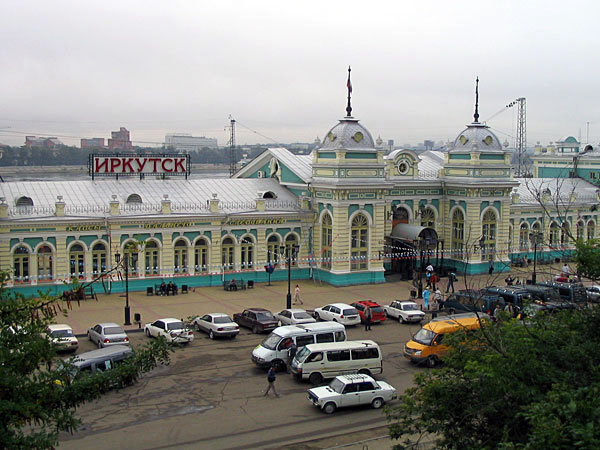
Вокзал в Іркутську
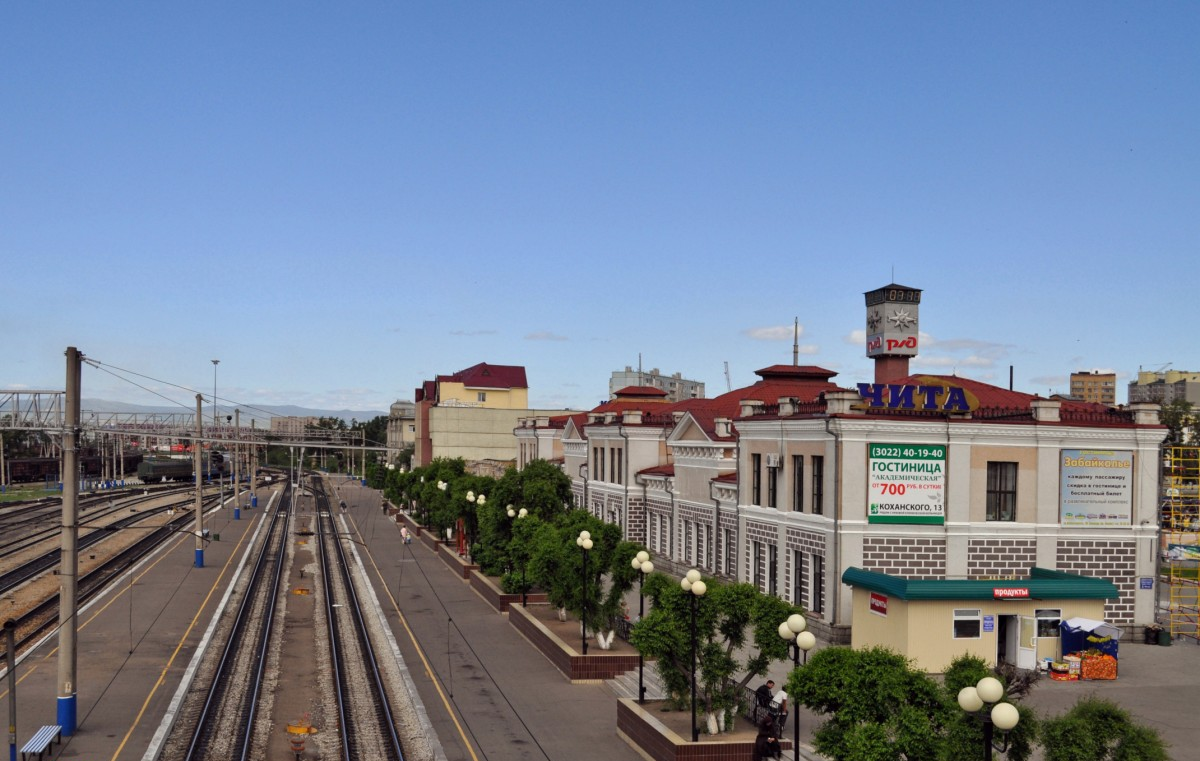
Станція Чита II
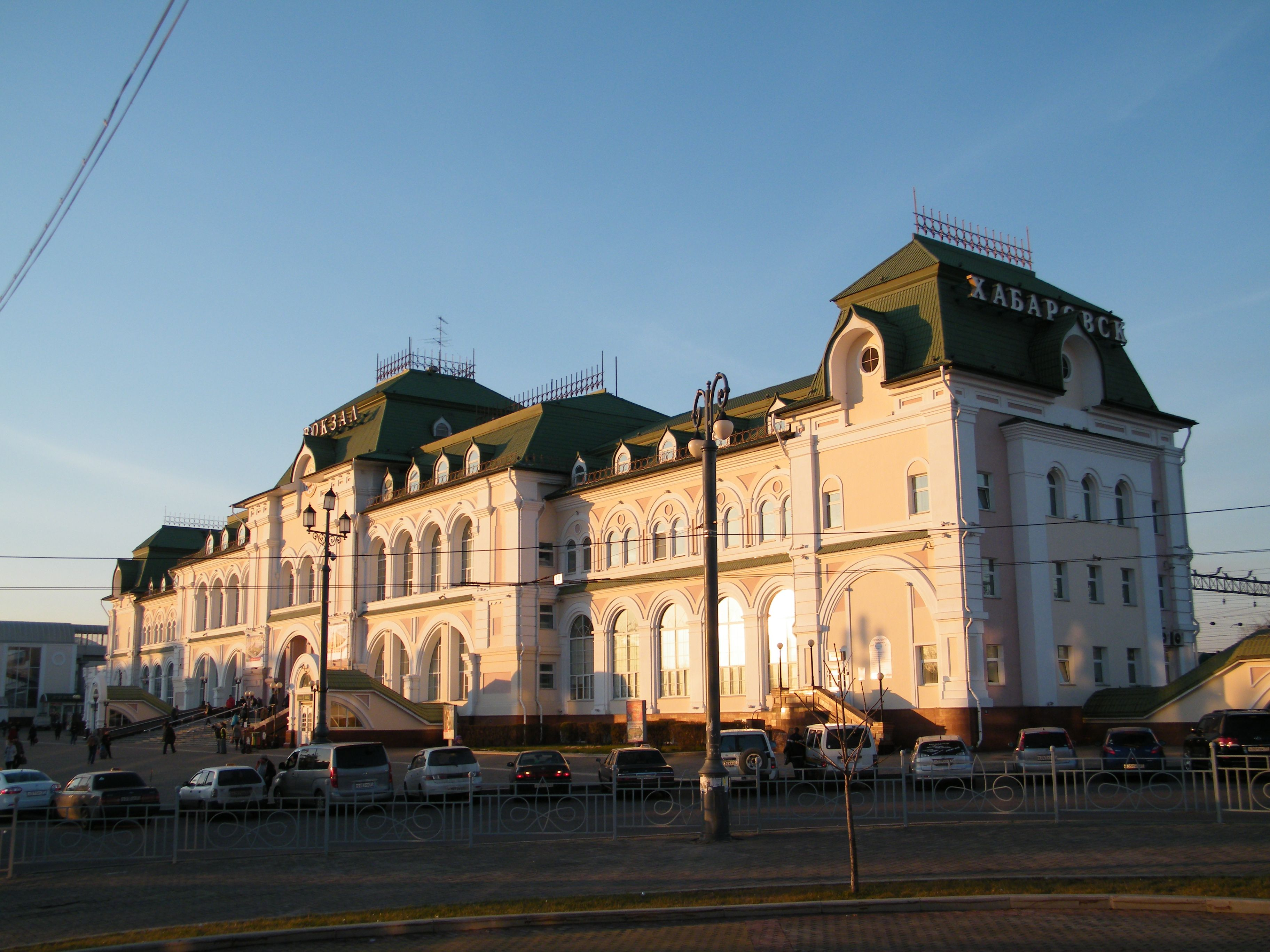
Вокзал Хабаровськ I